# Penicillium yugoslavicum
Penicillium yugoslavicum är en svampart som beskrevs av C. Ramírez & Munt.-Cvetk. 1984. Penicillium yugoslavicum ingår i släktet Penicillium och familjen Trichocomaceae.   Inga underarter finns listade i Catalogue of Life.